# 麥迪遜·金頓
麥迪遜·金頓（英語：Madison Kingdon，1993年4月20日—），美國女子排球運動員，司職主攻。現時效力於土超豪門土耳其航空女排俱樂部。
她是美國國家女子排球隊隊員。她代表美國出戰2019年世界女排聯賽奪得金牌。由於美國的主攻人才林立，所以其不常能出戰國家隊。

## 獎項

### 國家隊
- 2019年世界女排聯賽： - 金牌